# Irakli Tsereteli
Irakli Tsereteli (Georgisch: ირაკლი წერეთელი) (Gorisa, Gouvernement Koetais, 20 november 1881 O.S. - Parijs, 20 mei 1959) was een vooraanstaand Georgische mensjewistisch politicus van de Sociaaldemocratische Partij van Georgië. Hij was tevens een leidend politicus in de Russische Sociaaldemocratische Arbeiderspartij tussen de revoluties van 1905 en 1917.

## Vroege leven
Irakli Tsereteli werd op 20 november 1881 O.S. geboren op het familielandgoed in Gorisa, een dorp in het toenmalige oejezd Sjorapani van het Georgische gouvernement Koetais van het Russisch Rijk. Hij was na zijn zus Eliko (1877-1950) en broer Levan (1879–1918) het derde kind in het gezin van Giorgi Tsereteli, een schrijver en intellectueel uit de adellijke familie Tsereteli, en Olympiada Nikoladze. Zijn vader en oom, schrijver Niko Nikoladze, waren lid van de Meore Dasi (მეორე დასი, Georgisch voor "tweede groep"), een groep Georgische intellectuelen, die een grote invloed op Irakli Tsereteli hadden. Toen hij drie was, stierf zijn moeder en werden hij en zijn broer en zus door hun tantes grootgebracht. Hij behaalde in 1900 het gymnasium in Tbilisi en begon daarna een rechtenstudie aan de Staatsuniversiteit van Moskou.

## Politiek in Russisch Rijk
Kort nadat Tsereteli in Moskou aan zijn studie begon raakte hij verwikkeld in studentenprotesten die in de winter van 1901 uitbraken. Het was tijdens deze protesten dat Tsereteli voor het eerst bekendheid verwierf als spreker, en hij werd een leidende figuur in de studentenbeweging. In het voorjaar van 1901 werd hij gearresteerd, maar kwam kort daarna weer vrij. Een jaar later was hij een van de leiders van de studentenprotesten in Moskou en werd wederom gearresteerd. Dit keer werd hij als een van de meest radicale studenten voor vijf jaar naar Jakoetsk in Oost-Siberië gestuurd. De straf werd onder een minder repressief bewind omgezet en hij kon in 1903 terugkeren naar Tbilisi. Het bleek een vormende periode voor Tsereteli, waarin hij onder invloed van het marxisme een overtuigd sociaaldemocraat werd.

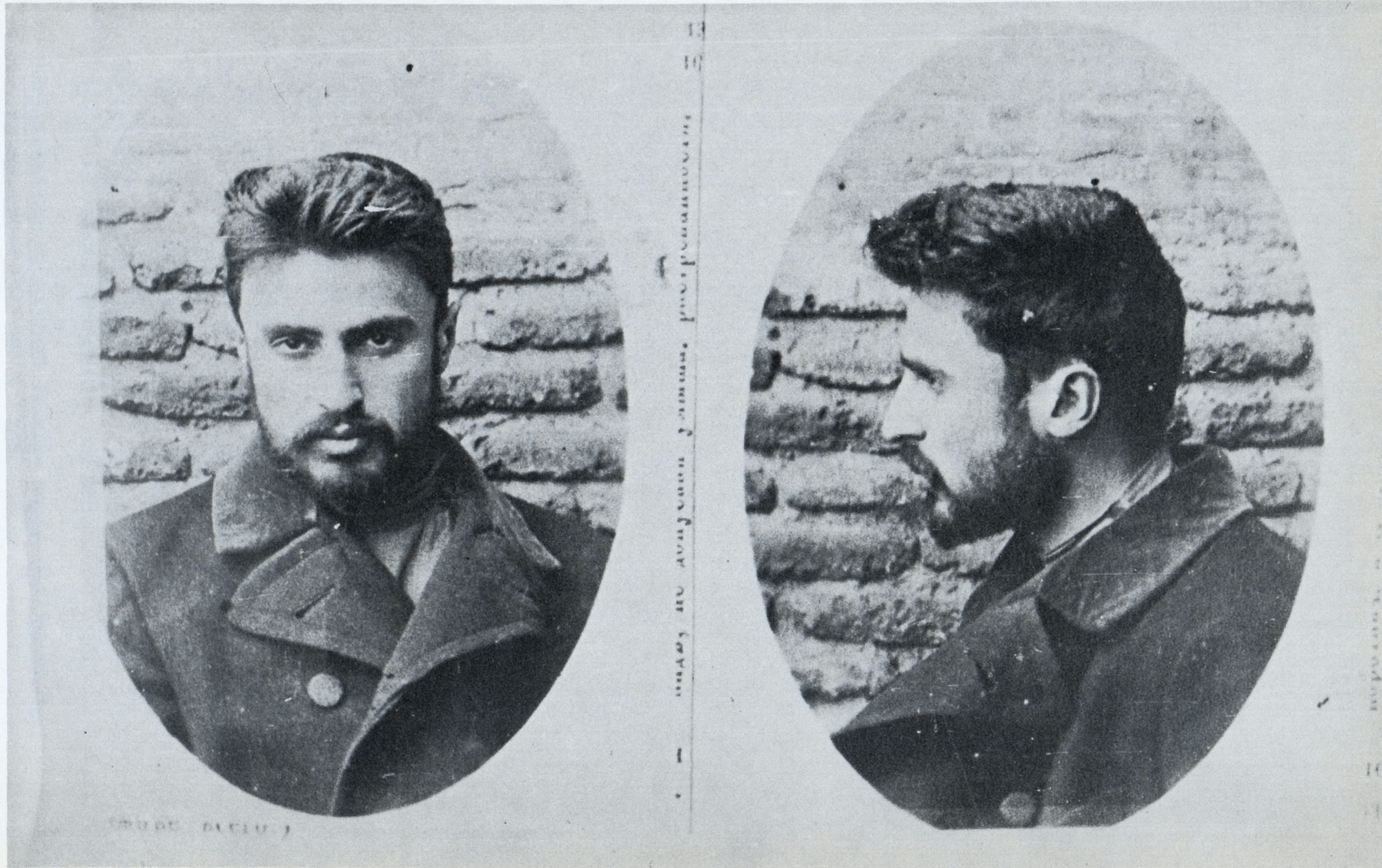
Foto van Tsereteli in de Metechi-gevangenis in Tbilisi (1904)

Bij zijn terugkeer in Tbilisi sloot Tsereteli zich aan bij de Russische Sociaaldemocratische Arbeiderspartij, die al verdeeld was in bolsjewieken en mensjewieken. Tsereteli voegde zich bij de mensjewistische Georgische tak die later bekend werd als de Sociaaldemocratische Partij van Georgië en verdedigde actief de standpunten van deze fractie in gesprekken met de bolsjewieken. Daarnaast schreef hij voor het tijdschrift Kvali (კვალი) dat zijn vader was begonnen. In januari 1904 werd hij opnieuw gearresteerd en bracht twee maanden door in de Metechi-gevangenis in Tbilisi. In deze periode werd Kvali ook verboden door de autoriteiten. Hij verhuisde naar Berlijn om zijn rechtenstudie te hervatten. Daar werd hij in najaar 1905 ernstig ziek. Door de Revolutie van 1905 kon hij niet naar huis terugkeren. Pas in mei 1906 keerde met hulp van zijn zus Elene hij weer terug naar Georgië.

### Russische Staatsdoema
Tsereteli bleef de hele zomer van 1906 in Georgië om te herstellen van zijn hemofilie en was niet politiek actief. Hij werd gevraagd om zich namens het gouvernement Koetais kandidaat te stellen voor de verkiezingen van de Russische Staatsdoema in januari 1907. Hij werd hierbij aangemoedigd door Noë Zjordania, een leidend figuur onder de Georgische mensjewieken. Zjordania zou later in zijn memoires schrijven "dat dit de enige keer was dat Irakli ooit naar mij luisterde". De twee waren het over bijna elk onderwerp oneens. Alle zeven zetels in Georgië werden gewonnen door de mensjewistische sociaaldemocraten. Tsereteli werd met 25 jaar het jongste lid van de Doema en speelde als sterk redenaar een leidende rol. Hij werd tot fractievoorzitter gekozen van de 65-koppige sociaaldemocratische fractie in de Doema. Zijn redenaarstalent maakte hem tot een populair politicus in het Russisch Rijk.
Hij riep in zijn eerste toespraak de oppositie op om niet met de regering samen te werken met betrekking tot de landbouwhervormingen van premier Pjotr Stolypin en riep net niet op tot een gewapende revolutie. Tsereteli zocht onder andere een alliantie met andere linkse facties, de Sociaal-Revolutionaire Partij en de Troedoviken. Op 2 juni 1907 werd de Doema ontbonden en kort na middernacht arresteerde de regering verschillende sociaaldemocraten, waaronder Tsereteli. Ze werden ervan beschuldigd een staatsgreep te willen plegen, een verzinsel van de regering om de oppositie uit de Doema te verdrijven. Tsereteli werd veroordeeld tot vijf jaar dwangarbeid, wat vanwege zijn slechte gezondheid werd omgezet in een gevangenisstraf van zes jaar en verbanning naar Oost-Siberië.

### Verbanning naar Siberië

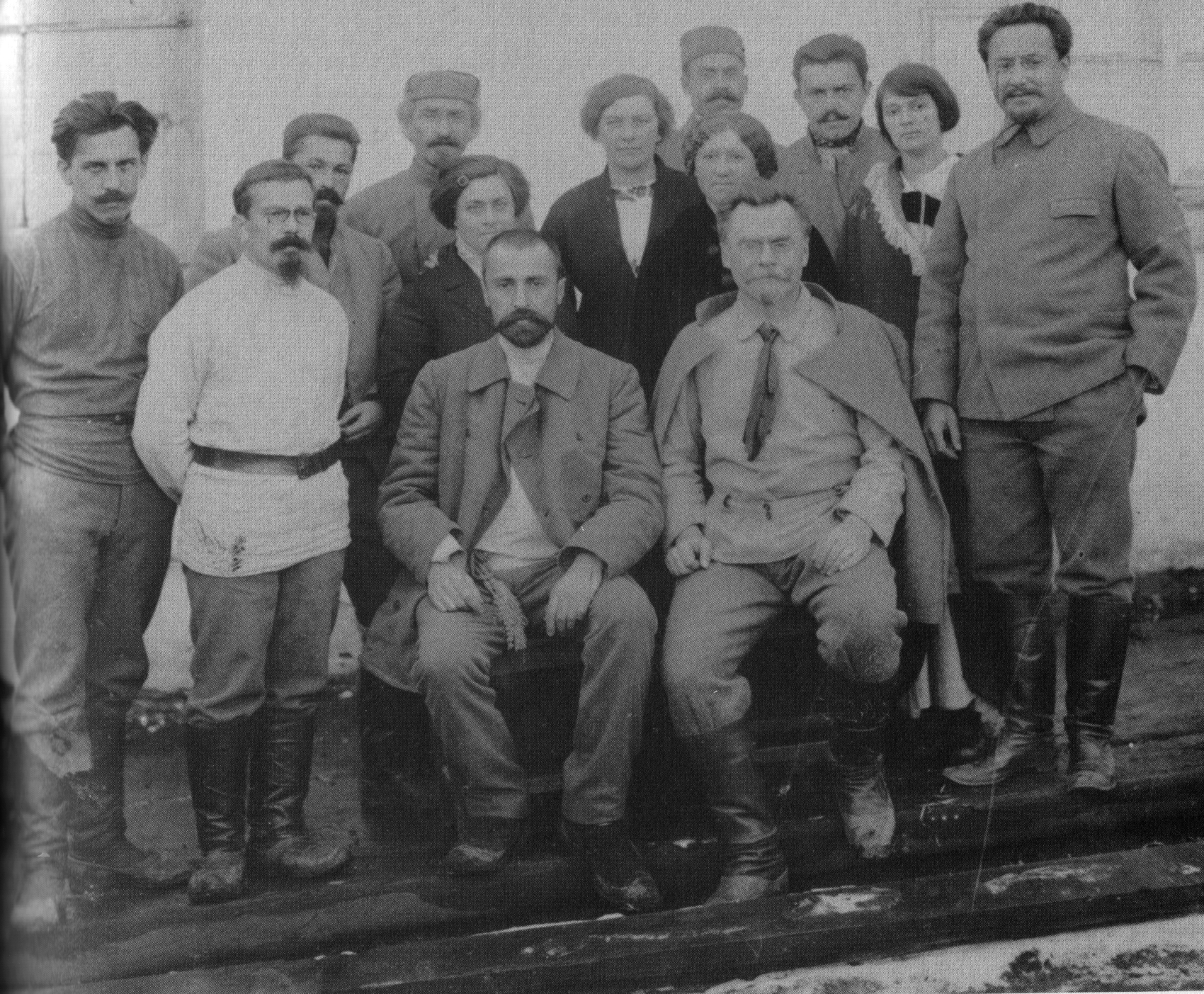
Socialistische bannelingen in Siberië. Tsereteli zittend links (1914-1915).

Het eerste jaar van zijn gevangenisstraf bracht Tsereteli door in Sint-Petersburg, maar in de winter van 1908–1909 werd Tsereteli overgebracht naar Nikolajev in het zuiden van Oekraïne. Vier jaar later werd Tsereteli naar de Alexandrovski-gevangenis in Irkoetsk gestuurd. In de herfst van 1913 werd Tsereteli naar het Oost-Siberische dorp Oesolje gedeporteerd, ongeveer 70 kilometer van Irkoetsk aan een aftakking van de Trans-Siberische spoorlijn. Tsereteli zou later met genegenheid terugdenken aan deze periode van ballingschap. Hij had er een sociaal leven met geestverwanten en kon Irkoetsk bezoeken, waar hij vriendschappelijke politieke gesprekken voerde met zowel bolsjewieken als mensjewieken. Dit zette Tsereteli op het verkeerde been, omdat buiten Siberië de twee kampen steeds meer afstand namen, terwijl Tsereteli het geloof had gehouden dat de verschillen tussen de twee kampen nog overbrugbaar waren.
Tsereteli probeerde vanuit Siberië het nieuws over de Eerste Wereldoorlog te volgen en was vooral nieuwsgierig naar het internationale verzet tegen de oorlog. Dat was lastig omdat het nieuws gecensureerd werd, maar Tsereteli concludeerde dat er iets moest bestaan en was van mening dat de socialistische Tweede Internationale een rol zou kunnen spelen bij het beëindigen van de oorlog. Hij voerde ook discussies met andere sociaaldemocraten in de regio Irkoetsk en publiceerde net als geestverwanten zijn gedachten erover. De groep socialistische bannelingen kwam bekend te staan als de Siberische Zimmerwaldisten, en genoot na verschillende publicaties aanzien onder de Russische internationalisten in West-Europa. De autoriteiten hielden na een aantal artikelen de publicaties tegen, maar de artikelen die Tsereteli publiceerde hadden invloed en hielpen hem relevant te blijven tijdens zijn ballingschap.

### Februarirevolutie

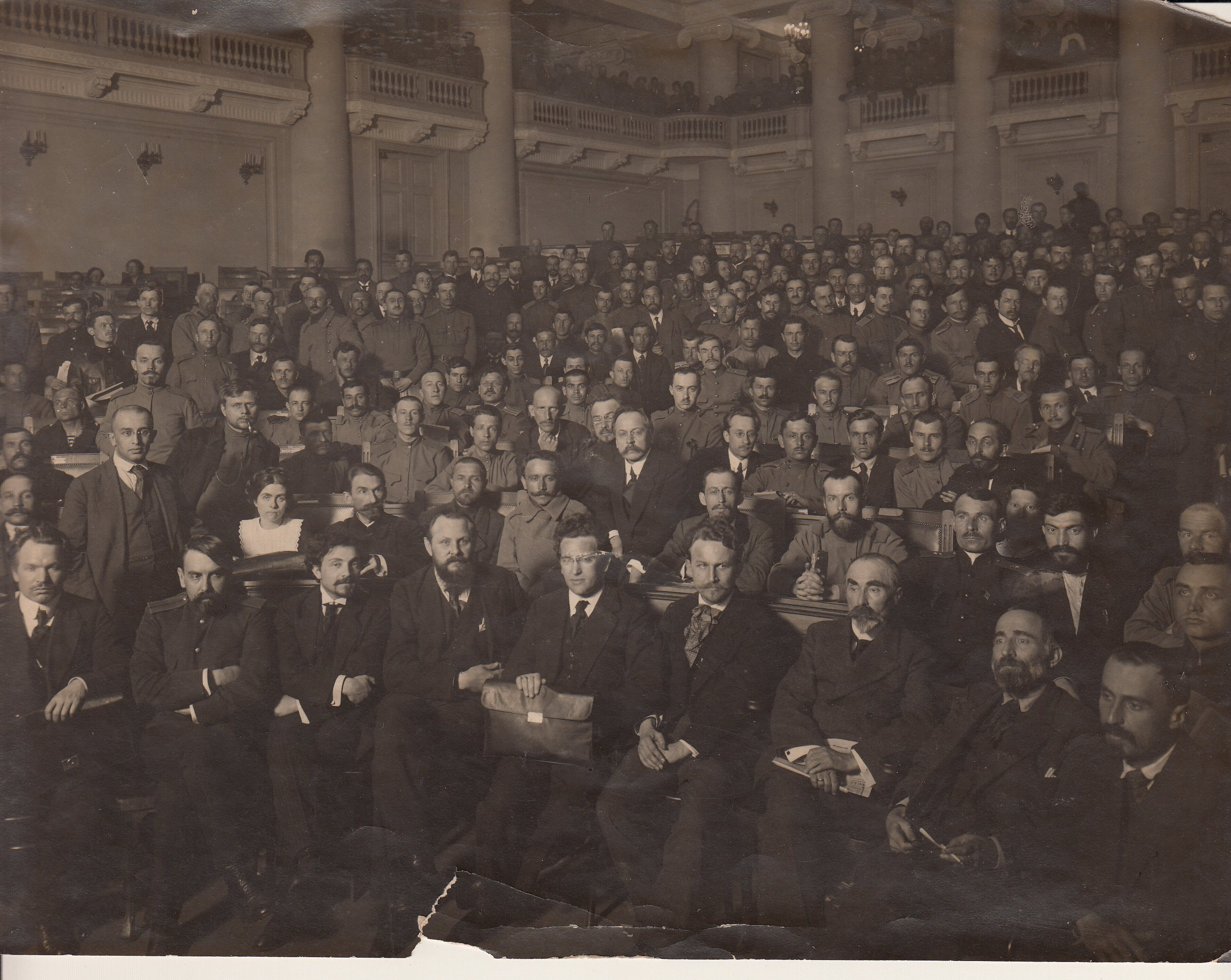
Leden van de sovjet van Petrograd. Tsereteli in de rechteronderhoek, naast Nikoloz Tsjcheidze.

Het nieuws over de Februarirevolutie van 1917 bereikte Oesolje na een week, op de avond van 2 maart, waarop Tsereteli de volgende ochtend naar Irkoetsk vertrok. Hij was daar betrokken bij de arrestatie van de regionale gouverneur, waarna Irkoetsk tot vrije stad werd verklaard. Tsereteli speelde een leidende rol in oprichting van de commissie om de stad te besturen. Er kwam tevens een sovjet van soldaten. Tsereteli moest vanwege zijn gezondheid na tien dagen zijn werkzaamheden staken, waarna zijn familie en vrienden hem suggereerden om naar Georgië terug te keren. In plaats daarvan reisde Tsereteli naar Petrograd, waar hij op 19 of 20 maart 1917 aankwam en werd verwelkomd door de voorzitter van de sovjet, Nikoloz Tsjcheidze.
Hij ging meteen naar de sovjet van Petrograd en hield diezelfde avond een toespraak ter ondersteuning van de revolutie. Zowel de sovjet van Petrograd als de Voorlopige Regering van Rusland maakten aanspraak op het gezag over het land. Vanwege zijn voormalige lidmaatschap van de Doema werd Tsereteli op 21 maart 1917 benoemd tot adviseur van de sovjet van Petrograd. Volgens hem moest zowel het land als de revolutie verdedigd worden tegen het Duitse Keizerrijk. Daarbij moest de sovjet druk uitoefenen op de Voorlopige Regering om te onderhandelen over een vrede die zelfbeschikking erkende en geen annexatie omvatte. Dit beleid zou de naam "Revolutionair Defensisme" krijgen. Tsereteli leidde vanuit de sovjet de onderhandelingen met de Voorlopige Regering om het beleid van niet-annexatie aan te nemen. Feitelijk werd hij daarmee een leider binnen de sovjet, die volgens hem een representatief orgaan van arbeiders en soldaten moest worden.
In zijn thuisland Georgië begon na de revolutie van 1917 de voorzichtige afscheiding van het Russisch Rijk. De Georgisch-Orthodoxe Kerk probeerde de autocefalie te herstellen, tegen de wil van de Russisch-Orthodoxe Kerk in, die de Voorlopige Regering aanspoorde maatregelen te nemen tegen de in hun ogen separatistische en opstandige Georgische Kerk. Tsereteli en Tsjcheidze faciliteerden een ontmoeting in Petrograd tussen een delegatie van de Georgische kerk en de voorzitter van de Voorlopige Regering, Aleksandr Kerenski. Uiteindelijk leidde dit tot het begin van de autocefaliteit.

### Ministerschap

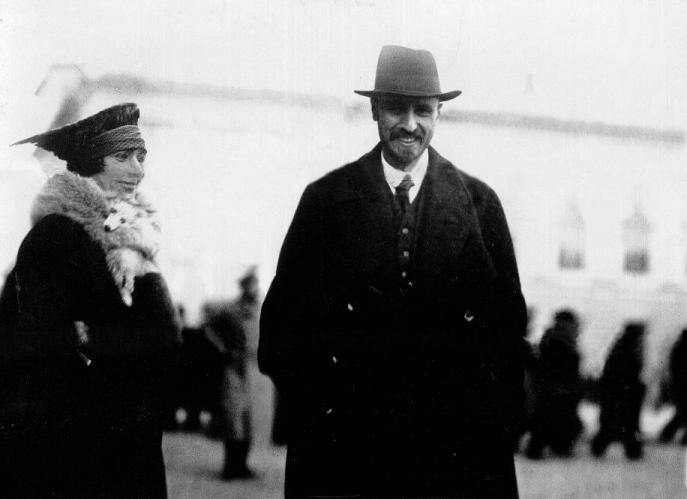
Tsereteli als minister Voorlopige Regering van Rusland (1917).

Na een politieke crisis in april 1917, veroorzaakt door demonstraties tegen de voortdurende deelname van Rusland aan de oorlog werd een coalitieregering gevormd na onderhandelingen met de sovjet. Deze coalitie was niet populair onder een groot deel van de mensjewieken, inclusief Tsereteli, maar ze realiseerden zich dat de revolutie anders gevaar liep door politieke instabiliteit. Tsereteli was tot augustus 1917 minister van Post en Telegraaf in deze regering, een positie die speciaal voor hem in het leven werd geroepen, maar waarin hij weinig deed. Hij concentreerde zich voornamelijk op de sovjet. Tsereteli had geaarzeld om in de regering plaats te nemen en deed dat alleen in de hoop de ontbinding van de Voorlopige Regering en het uitbreken van een burgeroorlog daarmee te voorkomen. Hij positioneerde zich met zijn kabinetsfunctie als liaison tussen de Voorlopige Regering en de sovjet en was onderdeel van de kern van het kabinet.
Tsereteli vertrok op 26 juni 1917 naar Kiev en onderhandelde daar namens de Voorlopige Regering over de verdediging van Rusland en het tegelijkertijd respecteren van Oekraïense zelfbeschikking. Het resultaat was dat de Oekraïners de Russen toestonden hun grondgebied te blijven verdedigen, terwijl ze tegelijkertijd meer autonomie verkregen, een stap waar velen in het kabinet zich tegen verzetten. Enkele dagen later vond een grote bolsjewistische demonstratie in Petrograd plaats die een bedreiging vormde voor de Voorlopige Regering. De opstand, bekend als de Julidagen, werd na een aantal dagen neergeslagen, maar leidde wel tot het opstappen van premier Georgi Lvov. Hij werd opgevolgd door defensieminister Aleksandr Kerenski, tot ontevredenheid van Tsereteli, die tijdelijk tot een nieuw kabinet tot minister van Binnenlandse Zaken werd benoemd.
Omdat Kerenski vaak afwezig was, fungeerde Tsereteli als de facto premier. Hij probeerde binnenlandse hervormingen door te voeren en de orde in het land te herstellen. Tsereteli sloeg een positie af in een nieuw kabinet en concentreerde zich op de sovjet. Hij wendde zijn invloed aan om Kerenski te dwingen Lev Trotski vrij te krijgen, die als gevolg van de Julidagen gevangen zat. Tsereteli had Trotski en de bolsjewieken nodig om de socialistische beweging in de Sovjet tegen de kadetten te steunen. Dit had het tegenovergestelde effect, aangezien Trotski snel overging tot het orkestreren van een bolsjewistische overname van de Sovjet, waarbij Tsereteli werd verdreven.

### Oktoberrevolutie

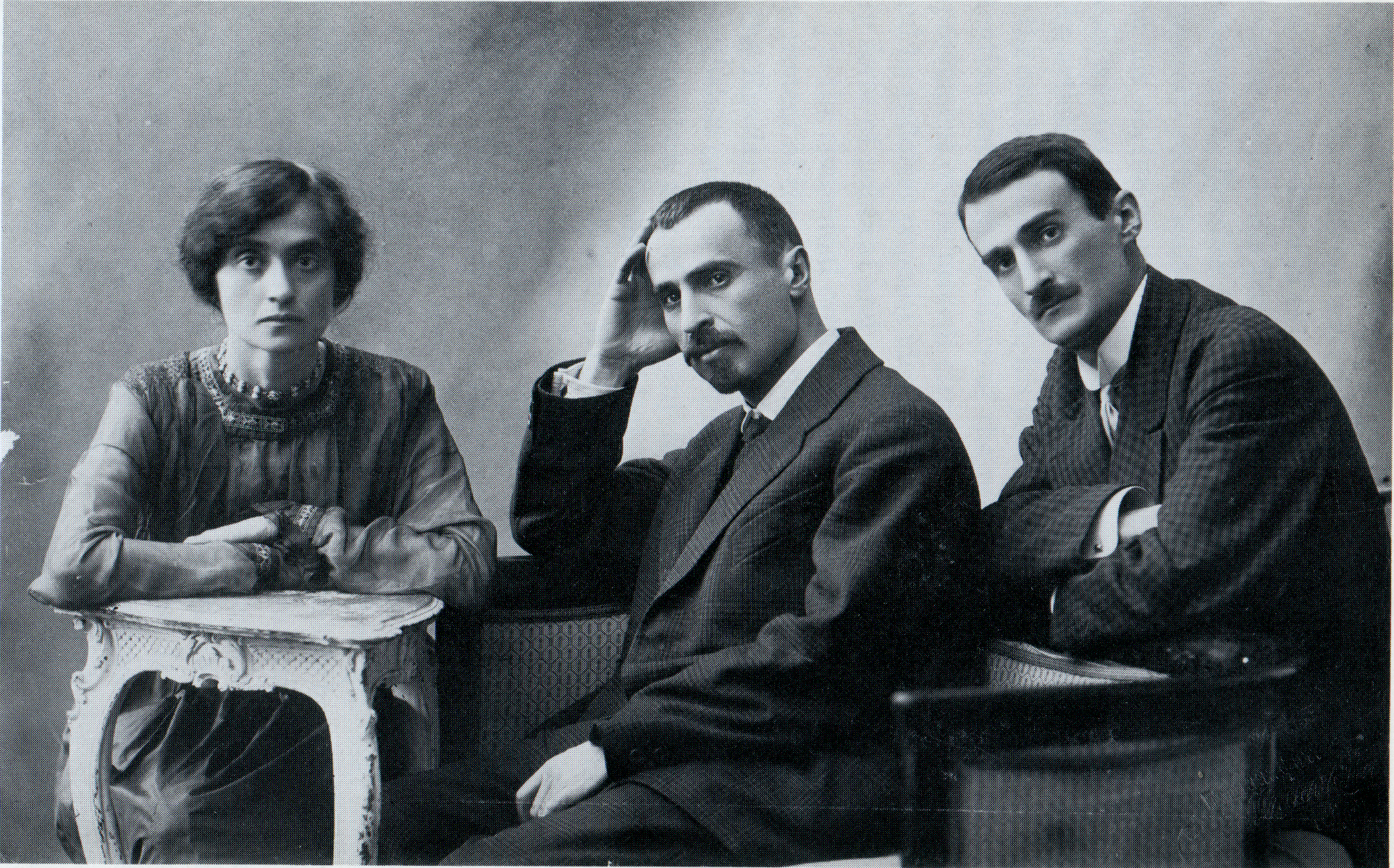
Tsereteli met zijn zus Elene en broer Levan tijdens zijn verblijf in Georgië in oktober 1917.

Begin oktober 1917 keerde Tsereteli voor een maand terug naar Georgië, zijn eerste bezoek in tien jaar. Na het begin van de Oktoberrevolutie keerde hij terug naar Petrograd, waar de bolsjewieken de macht hadden gegrepen. Op 17 december 1917 werd een arrestatiebevel tegen hem uitgevaardigd vanwege zijn positie als leidende mensjewiek en afgevaardigde voor de Russische Grondwetgevende Vergadering. Hij trotseerde de autoriteiten en verbleef in Petrograd voor de enige bijeenkomst van de Grondwetgevende Vergadering, die plaatsvond op 5 januari 1918. In zijn toespraak tot de vergadering viel hij de bolsjewieken aan, beschuldigde hen ervan niets constructiefs te doen en van onderdrukking van elke kritiek op hun beleid. De Grondwetgevende Vergadering werd na de eerste bijeenkomst door het bolsjewistische regime ontbonden. Bang voor arrestatie keerde Tsereteli definitief terug naar Georgië, dat zich tijdens de revoluties had losgemaakt van het Russisch gezag.

## Politiek in Georgië
Terug in Georgië werd Tsereteli op 23 februari 1918 lid van de die dag opgerichte Transkaukasische Sejm, een parlementair orgaan dat de naties van Transkaukasië verenigde. hierin werd hij voorzitter van de sociaaldemocratische fractie. Tsereteli nam een leidende rol op zich bij het helpen verdedigen van de Transkaukasus tegen de naderende troepen van het Ottomaanse Rijk. Hij hekelde krachtig het Verdrag van Brest-Litovsk, dat werd ondertekend tussen bolsjewistisch Rusland en de Centrale mogendheden om een einde te maken aan de betrokkenheid van Rusland bij de oorlog. Dit verdrag betekende dat belangrijke Transkaukasische gebieden aan de Ottomanen zouden worden afgestaan, zoals de havenstad Batoemi aan de Zwarte Zee, maar ook andere gebieden die zowel de Armeniërs als Georgiërs claimden.
De Transkaukasische Democratische Federatieve Republiek (TDFR), bestaande uit Armenië, Azerbeidzjan en Georgië, werd op 22 april uitgeroepen. De federatie bevond zich van meet af aan in een moeilijke positie door de aanhoudende Ottomaanse invasie en het gebrek aan eenheid tussen de drie naties. De Georgiërs onderhandelden met het Duitse Keizerrijk over bescherming bij een onafhankelijkheid en gaven vijf weken na de oprichting de aanzet tot opheffing van de federatie. Op 26 mei 1918 hield Tsereteli een toespraak voor de Sejm waarin hij verklaarde dat de Transkaukasische Republiek vanaf het begin niet had kunnen opereren omdat het volk niet verenigd was. Zijn toespraak betekende de opheffing van de Sejm. Op dezelfde dag riepen de Georgische leiders namelijk de onafhankelijkheid van de Democratische Republiek Georgië uit. Azerbeidzjan en Armenië volgden in de daaropvolgende dagen. Tsereteli won een zetel in de grondwetgevende vergadering, die in februari 1919 werd gekozen. Ondanks zijn statuur kreeg hij geen positie in de regering, en verdween in de Georgische politiek naar de achtergond.

### Vredesconferentie Parijs
In 1919 werden Tsereteli en Nikoloz Tsjcheidze gevraagd de Georgische delegatie naar de Vredesconferentie van Parijs te leiden, onder andere vanwege hun contacten in Europa. De Georgische regering zocht internationale erkenning van hun republiek en beide heren waren vanwege hun beperkte rol in de politiek beschikbaar om het land voor een langere periode te verlaten. Veel afgevaardigden in Parijs waren niet bekend met de situatie in Georgië, dus gaven zowel Tsereteli als Tsjcheidze verschillende interviews waarin ze aangaven dat Georgië alleen geïnteresseerd was in het verkrijgen van de jure erkenning van de onafhankelijkheid.
Delegatieleider Tsjcheidze sprak Tsereteli vermanend toe nadat deze in een interview had gezegd dat Georgië zich in de nabije toekomst vrijwillig zou kunnen aansluiten bij een democratisch Rusland. In de zomer van 1920 vertegenwoordigde Tsereteli de Sociaaldemocratische Partij van Georgië bij de conferentie van de Tweede Internationale in Zwitserland en promootte hij het succes van Georgië als socialistische staat. Hij speelde een sleutelrol in het regelen van een officieel bezoek van een delegatie van de Tweede Internationale aan Georgie. Zijn gezondheidsproblemen keerden echter terug en Tsereteli kreeg in december van 1920 van een arts de opdracht te rusten.

## Ballingschap

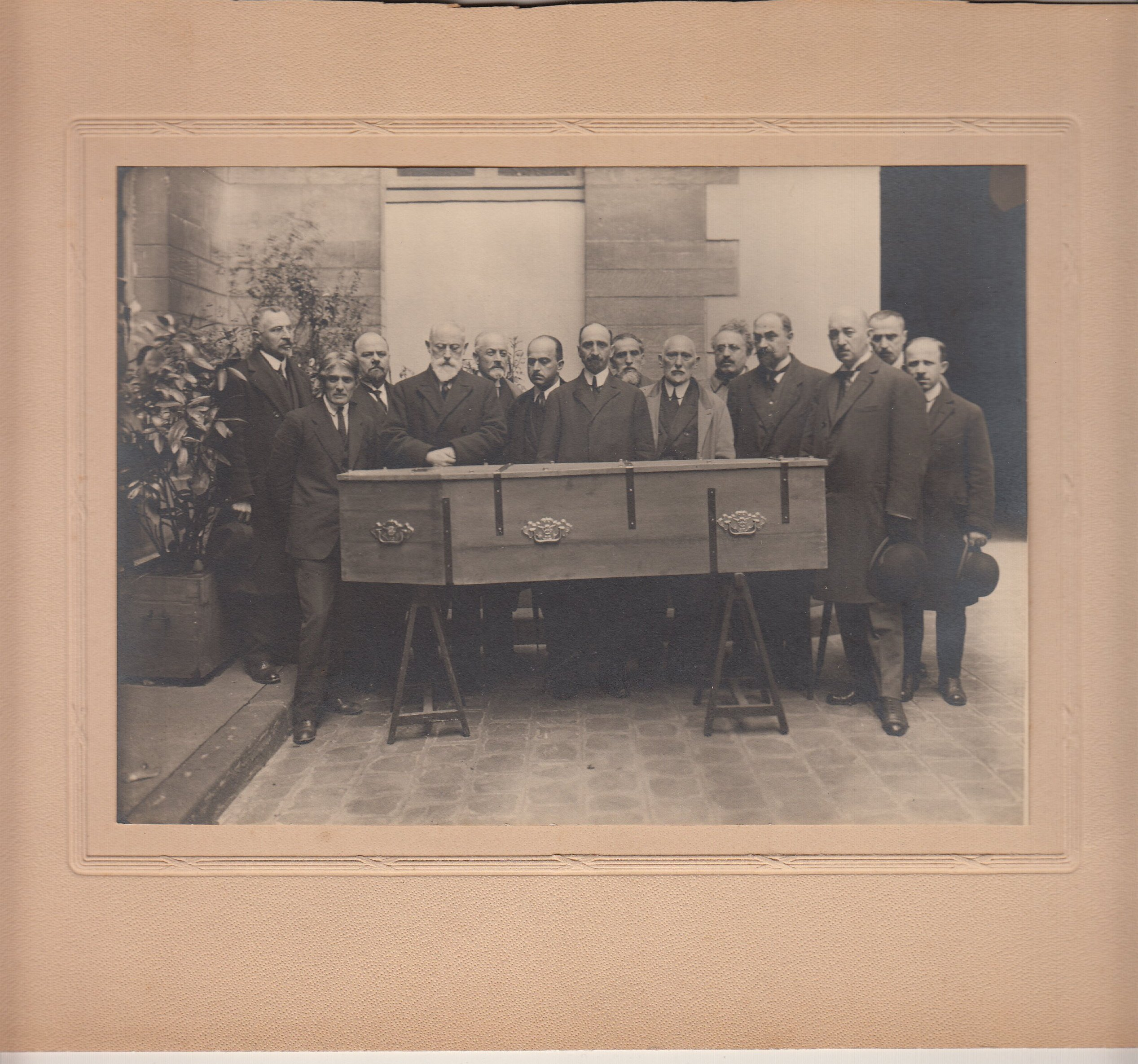
De zelfmoord van Nikoloz Tsjcheidze in ballingschap viel Tsereteli zwaar. Begrafenis van Tsjcheidze door de Georgische regering in ballingschap (1926).

Terwijl Tsereteli in Frankrijk aan het herstellen was van zijn ziekte werd Georgië in februari 1921 door het Rode Leger binnengevallen en werd daarna de bolsjewistische Georgische Socialistische Sovjetrepubliek opgericht. Het nieuws had een slechte invloed op de gezondheid van Tsereteli en hij trok zich in de zomer van 1921 terug in een Frans dorp. Tsereteli knapte na de zomer op en verhuisde in oktober 1921 naar Parijs, waar hij zich aansloot bij de Georgische regering in ballingschap. Hij werd het leven in ballingschap in Frankrijk al snel beu en genoot van elke gelegenheid om te reizen. De zelfmoord van Tsjcheidze in 1926 vergrootte zijn afkeer van het ballingschap.
Tsereteli woonde in 1922 nog de Conferentie van de Drie Internationalen in Berlijn bij, waar de kwestie Georgië een belangrijk onderwerp was. Tsereteli was verontwaardigd over de ‘platonische houding’ van de westerse socialistische partijen jegens Georgië en hun ontoereikende steun aan het bezette land. Hij bleef niettemin de conferenties van Internationale in Europa bijwonen en probeerde de organisatie ertoe te bewegen een sterker anti-bolsjewistisch standpunt in te nemen. Een aantal jaren later werd het Tsereteli duidelijk dat de bolsjewieken niet zo gemakkelijk uit de macht zouden worden gezet en vervloog zijn hoop op terugkeer naar Georgië.
Gedurende deze jaren nam Tsereteli geleidelijk afstand van zijn Georgische mede-ballingen. Hij verzette zich tegen zowel de liberale nationalist Zoerab Avalisjvili als de sociaaldemocratische premier van de Georgische regering Noë Zjordania. Ze schreven alle drie uitgebreid in het buitenland over de Georgische politiek, waarbij Tsereteli het principe van de strijd voor de onafhankelijkheid van Georgië aanvaardde, maar de opvatting van Zjordania en andere Georgische emigranten verwierp dat de bolsjewistische overheersing in feite identiek was aan de Russische overheersing. Daarnaast drong hij aan op nauwe samenwerking tussen de Russische en Georgische antibolsjewistische socialisten en was hij het niet eens met samenwerking met Georgische nationalisten. Dit leidde tot Tsereteli's isolement onder de mede-emigranten, waarna hij zich grotendeels terugtrok uit politieke activiteiten.

### Latere jaren
Hij hervatte in 1926 zijn rechtenstudie, waarna hij in 1931 advocaat werd in Parijs. Daarnaast hielp hij bij het redigeren van de werken van mensjewiek Pavel Axelrod na diens dood in 1928. De werken werden in 1932 in Duitsland gepubliceerd. Tsereteli verhuisde in 1948 naar de Verenigde Staten en werd door de Columbia-universiteit gevraagd zijn memoires af te maken. Hier bleef hij tot aan zijn dood in 1959 aan werken. In 1973 werd hij herbegraven op de Georgische begraafplaats in Leuville-sur-Orge nabij Parijs.